# Akademy
Akademy (в 2004—2007 гг. называлась aKademy; в 2003 называлась Kastle) — ежегодная конференция участников проекта KDE и членов KDE e.V. Традиционно проходит летом в Европе.
- 2003 Нове-Гради, Чехия — Kastle
- 2004 Людвигсбург, Германия
- 2005 Малага, Испания
- 2006 Дублин, Ирландия
- 2007 Глазго, Шотландия
- 2008 Синт-Кателейне-Вавер (Sint-Katelijne-Waver), БельгияЛоготип Akademy 2008 года.

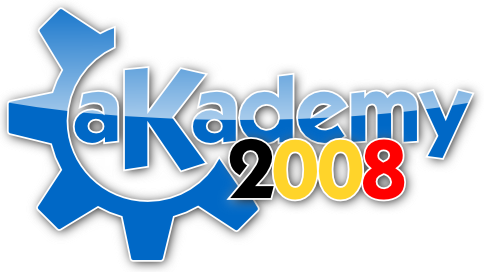
Логотип Akademy 2008 года.

- 2009 Лас-Пальмас-де-Гран-Канария, Испания — совместно с GUADEC
- 2010 Тампере, Финляндия
- 2011 Берлин, Германия
- 2012 Таллинн, Эстония
- 2013 Бильбао, Испания
- 2014 Брно, Чехия
- 2015 Ла-Корунья, Испания
- 2016 Берлин, Германия
- 2017 Альмерия, Испания
- 2018 Вена, Австрия
- 2019 Милан, Италия
- 2020 Онлайн
- 2021 Онлайн
- 2022 Барселона, Испания
- 2023 Салоники, Греция и Онлайн
- 2024 Вюрцбург, Германия
- 2025 Берлин, Германия